# Ianuarie 1989
Acest articol este generat integral pe baza informațiilor din articolul 1989 și este actualizat periodic de un robot.
 Editările făcute în articol vor fi șterse la următoarea actualizare! Dacă doriți să faceți modificări, editați articolul-sursă.

ianuarie -
februarie -
martie -
aprilie -
mai -
iunie -
iulie -
august -
septembrie -
octombrie -
noiembrie -
decembrie
Ianuarie 1989 a fost prima lună a anului și a început într-o zi de duminică.

## Evenimente
- 7 ianuarie: Akihito devine împărat al Japoniei după decesul împăratului Hirohito. Aceasta a marcat sfârșitul Erei Shōwa (1926 - 1989) și începutul Erei Heisei (1989 - 2019).

## Nașteri
- 1 ianuarie: Syam Ben Youssef, fotbalist tunisian

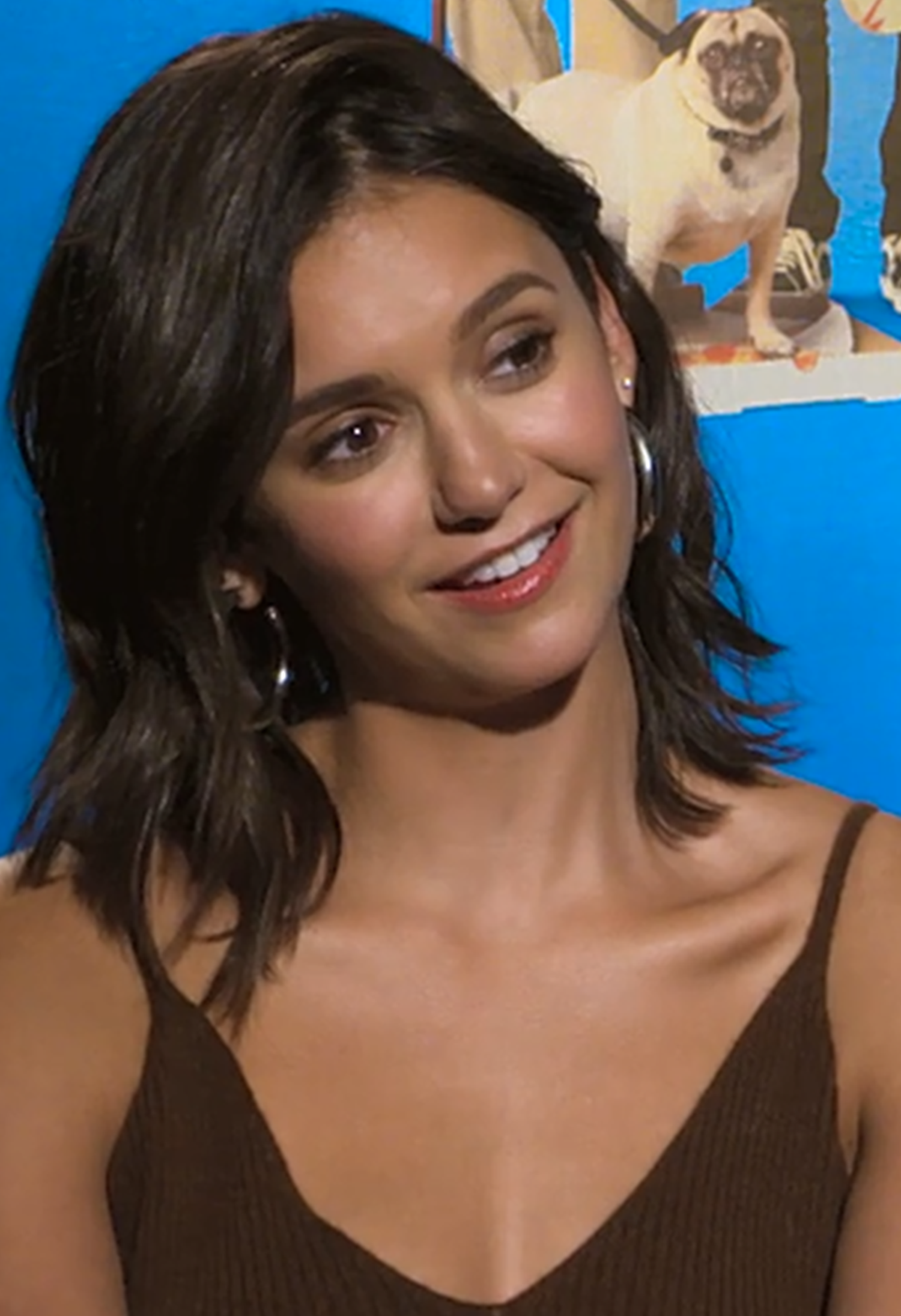
Nina Dobrev, actriță bulgară de film și televiziune, stabilită în Canada
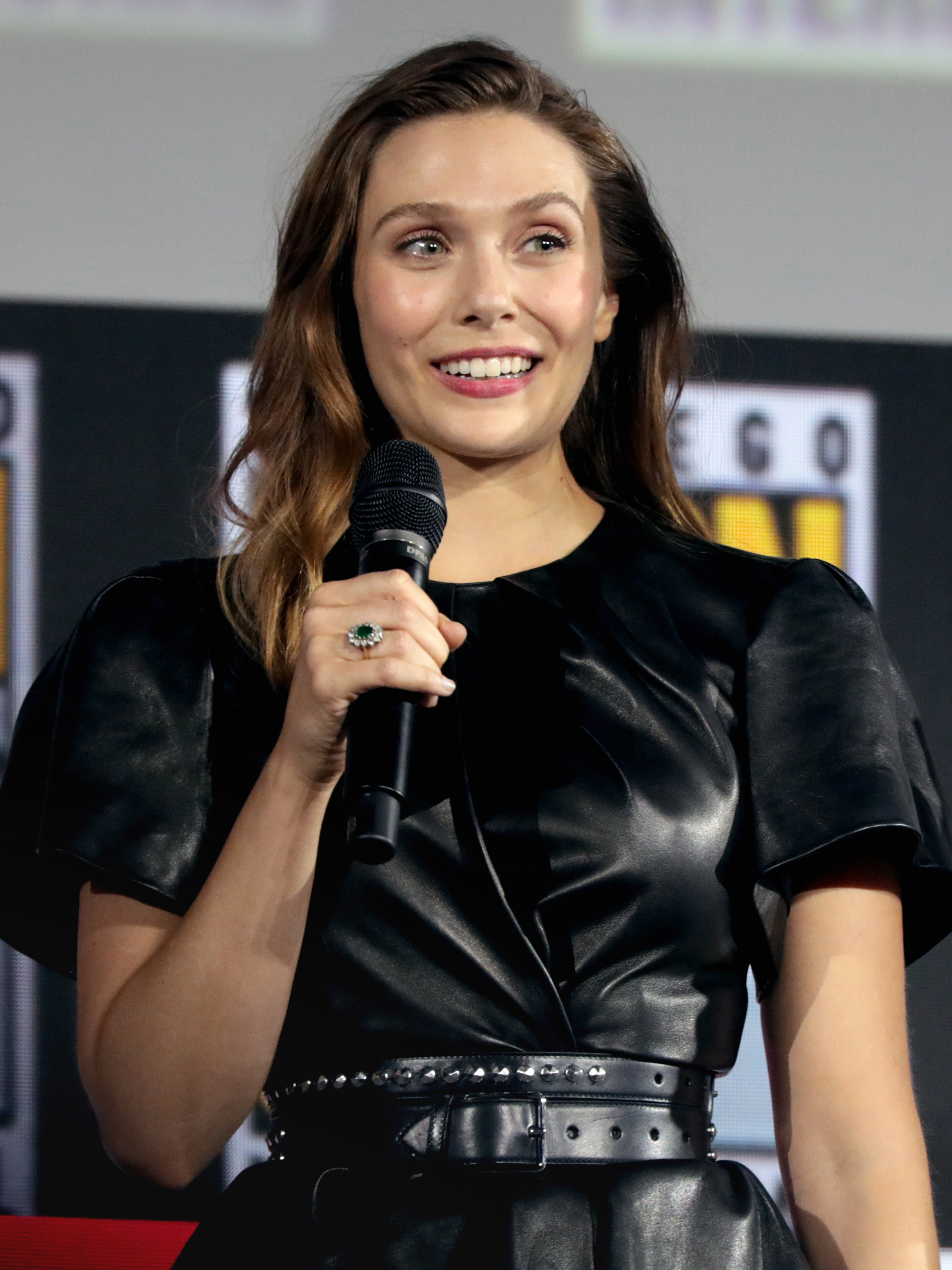
Elizabeth Olsen, actriță americană
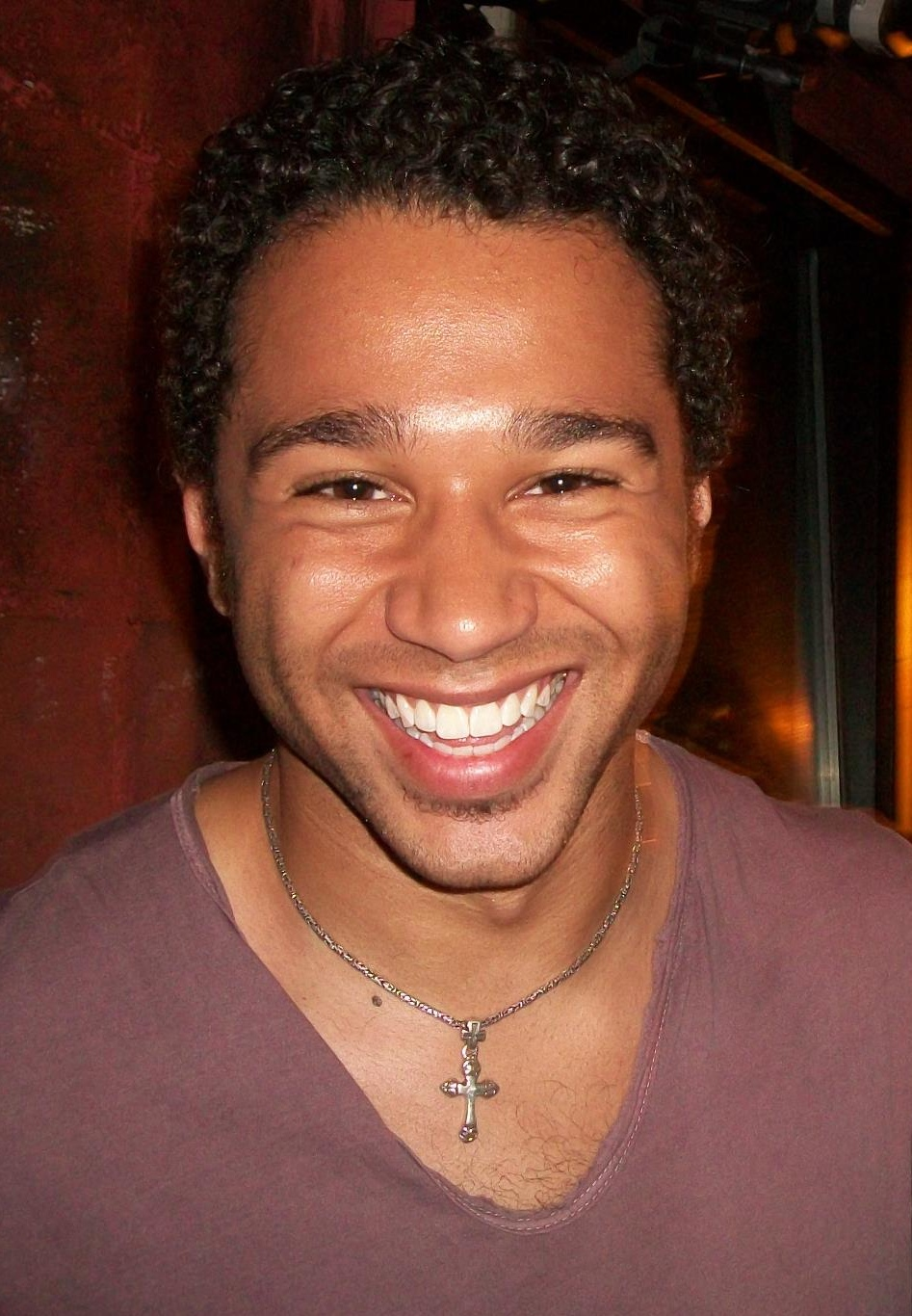
Corbin Bleu, actor, cântăreț și dansator american
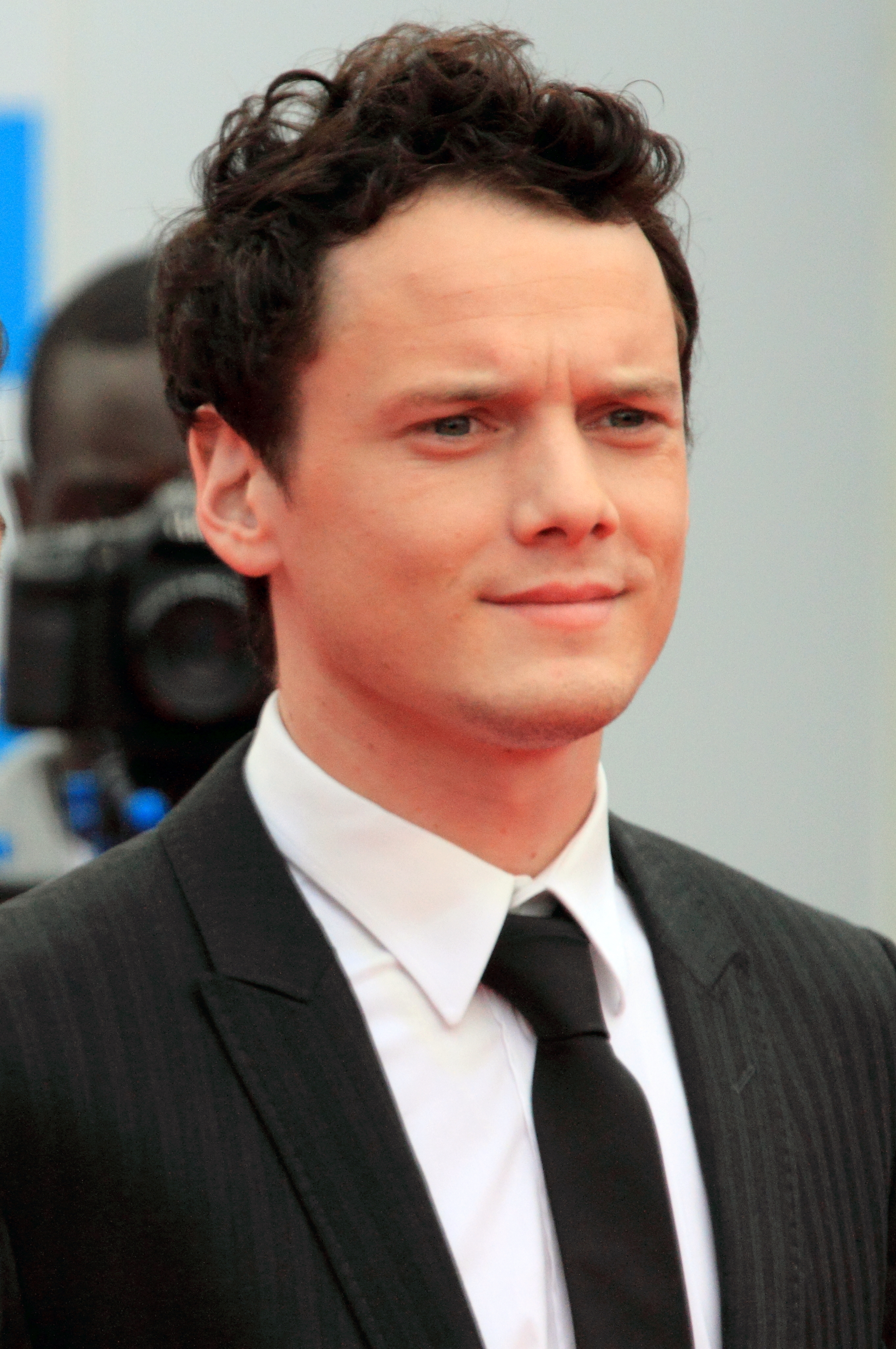
Anton Yelchin, actor american de film și televiziune

- 2 ianuarie: Valentin Crețu, fotbalist român
- 3 ianuarie: Alexander David Linz, actor american de film
- 3 ianuarie: Kōhei Uchimura, sportiv japonez (gimnastică artistică)
- 4 ianuarie: Graham Rahal, pilot american de Formula 1
- 4 ianuarie: Ioana Strungaru, canotoare română
- 4 ianuarie: Laura Wilde, muziciană germană
- 6 ianuarie: Andrew Thomas Carroll, fotbalist englez (atacant)
- 7 ianuarie: Emiliano Adrián Insúa Zapata, fotbalist argentinian
- 8 ianuarie: Costin Gheorghe, fotbalist român
- 8 ianuarie: Jakob Jantscher, fotbalist austriac
- 9 ianuarie: Kinga Byzdra, handbalistă poloneză
- 9 ianuarie: Nina Dobrev (n. Nikolina Konstantinova Dobreva), actriță bulgară de film și TV, stabilită în Canada
- 12 ianuarie: Axel Laurent Angel Lambert Witsel, fotbalist belgian
- 14 ianuarie: Dima Trofim, cântăreț și actor
- 15 ianuarie: Martin Dúbravka, fotbalist slovac (portar)
- 16 ianuarie: Kiesza (Kiesza Rae Ellestad), cântăreață-compozitoare canadiană, multi-instrumentistă și dansatoare
- 21 ianuarie: Henrikh Hamleti Mkhitaryan, fotbalist armean
- 21 ianuarie: Zhang Shuai, jucătoare de tenis chineză
- 23 ianuarie: Ioana Bortan, fotbalistă română
- 25 ianuarie: Mihai Marinescu, pilot român de Formula 2
- 27 ianuarie: Ricky van Wolfswinkel, fotbalist neerlandez (atacant)
- 28 ianuarie: Andrei Jerdev, fotbalist rus
- 28 ianuarie: Siem de Jong, fotbalist neerlandez (atacant)
- 28 ianuarie: Ruby (n. Ana Claudia Grigore), cântăreață română
- 29 ianuarie: Selim Ben Djemia, fotbalist francez
- 29 ianuarie: Lionn (José Lionn Barbosa de Lucena), fotbalist brazilian
- 29 ianuarie: Andrei Lungu, fotbalist român
- 29 ianuarie: Adriana Gabriela Țăcălie, handbalistă română
- 29 ianuarie: Ludmila Andone, fotbalistă moldoveană
- 29 ianuarie: Adriana Gabriela Crăciun, handbalistă română
- 30 ianuarie: Tomás Mejías Osorio, fotbalist spaniol (portar)
- 30 ianuarie: Josip Pivarić, fotbalist croat
- 31 ianuarie: Rubén Ramos Martinez, fotbalist spaniol (atacant)

## Decese
Serghei Sobolev, matematician rus (n. 1908)
Philip Herschkowitz, compozitor rus (n. 1906)
Hirohito (Împăratul Shōwa), 87 ani, al 124-lea împărat al Japoniei (1926-1989), (n. 1901)
Marcel Budală, 62 ani, acordeonist român (n. 1926)
Cristea Avram, 57 ani, actor român (n. 1931)
Surian Borali, 28 ani, fotbalist român de etnie tătară (n. 1960)
Alfredo Zitarrosa, 53 ani, muzician uruguayan (n. 1936)
Józef Cyrankiewicz (Józef Adam Zygmunt Cyrankiewicz), 77 ani, politician polonez (n. 1911)
Sándor Weöres, 75 ani, scriitor maghiar (n. 1913)
Salvador Dalí (n. Salvador Domingo Felipe Jacinto Dalí i Domènech), 84 ani, pictor, sculptor, designer și gravor spaniol (n. 1904)
Ted Bundy (Theodore Robert Cowell), 42 ani, criminal american (n. 1946)